# Ballarat
Ballarat er en by i staten Victoria, Australien omkring 120 km nordvest for Melbourne. Byen har en befolkning på 84.000 indbyggere. Byen blev grundlagt i 1838.
37°33′S 143°51′Ø / 37.550°S 143.850°Ø